# Mercedes-Benz R230
Mercedes-Benz R230 (eller Mercedes-Benz SL-klass) är en gran turismo, tillverkad av den tyska biltillverkaren Mercedes-Benz mellan 2001 och 2011.
R230-generationen var den första som försågs med fällbart plåttak. Bilen delade mycket av sin avancerade teknik med S-klass och CL-klass. Till 2006 genomgick modellen en ansiktslyftning med bland annat högre motoreffekter. Till 2007 uppdaterades motorprogrammet med nya maskiner från senaste S-klassen W221.
Varianter:
| Modell                | Årsmodell | Motor                    | Cylindervolym | Effekt     | Bränslesystem                  |
| --------------------- | --------- | ------------------------ | ------------- | ---------- | ------------------------------ |
| SL350                 | 2001-06   | M112: 6-cyl V-motor ohc  | 3724 cm³      | 245 hk     | Bränsleinsprutning             |
| SL500                 | 2001-06   | M113: 8-cyl V-motor ohc  | 4966 cm³      | 306-330 hk | Bränsleinsprutning             |
| SL55 AMG              | 2001-07   | M113: 8-cyl V-motor ohc  | 5439 cm³      | 476-517 hk | Bränsleinsprutning, kompressor |
| SL600                 | 2001-11   | M275: 12-cyl V-motor ohc | 5513 cm³      | 500-517 hk | Bränsleinsprutning, turbo      |
| SL65 AMG              | 2001-11   | M275: 12-cyl V-motor ohc | 5980 cm³      | 612 hk     | Bränsleinsprutning, turbo      |
| SL350                 | 2007-08   | M272: 6-cyl V-motor dohc | 3498 cm³      | 272 hk     | Bränsleinsprutning             |
| SL500                 | 2007-11   | M273: 8-cyl V-motor dohc | 5461 cm³      | 388 hk     | Bränsleinsprutning             |
| SL63 AMG              | 2008-11   | M156: 8-cyl V-motor dohc | 6208 cm³      | 525 hk     | Bränsleinsprutning             |
| SL300                 | 2009-11   | M272: 6-cyl V-motor dohc | 2996 cm³      | 231 hk     | Bränsleinsprutning             |
| SL350                 | 2009-11   | M272: 6-cyl V-motor dohc | 3498 cm³      | 316 hk     | Bränsleinsprutning             |
| SL65 AMG Black Series | 2009-11   | M275: 12-cyl V-motor ohc | 5980 cm³      | 670 hk     | Bränsleinsprutning, turbo      |

Ohc står för overhead camshaft.
Dohc är dual overhead camshaft.